# Sembra
|  | Aquest article tracta sobre el procés agrícola. Si cerqueu el procés en microbiologia, vegeu «cultiu microbiològic#Sembra». |

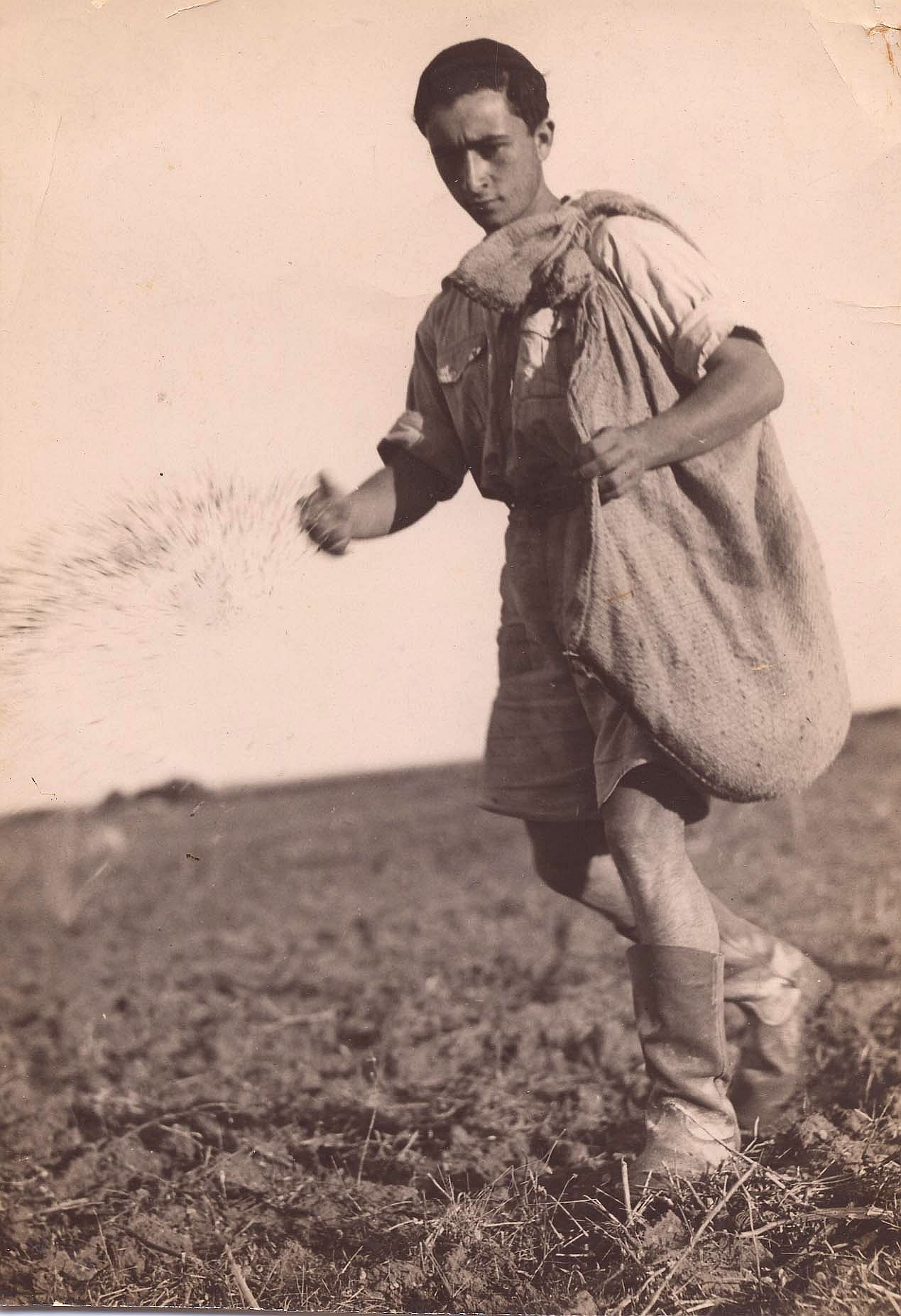
Noi sembrant

La sembra és el procés de disseminar les llavors en un camp per al conreu. Tanmateix la sembra pot incloure plàntules o tubercles, però en aquests casos és més correcte dir-ne "plantar". Entre els principals cultius, es sembra la civada, el blat i el sègol, les gramínies i lleguminoses. La sembra sol ser precedida pel condicionament del terreny mitjançant la rompuda i la llaurada.

## Plantes que normalment es sembren
Es sembren la majoria dels conreus extensius, incloent el panís i la soia. En la sembra es fan servir distàncies àmplies entre les fileres (generalment de 75 cm o més) i dins de les fileres un espai constant entre les plantes.

### Fondària de la sembra

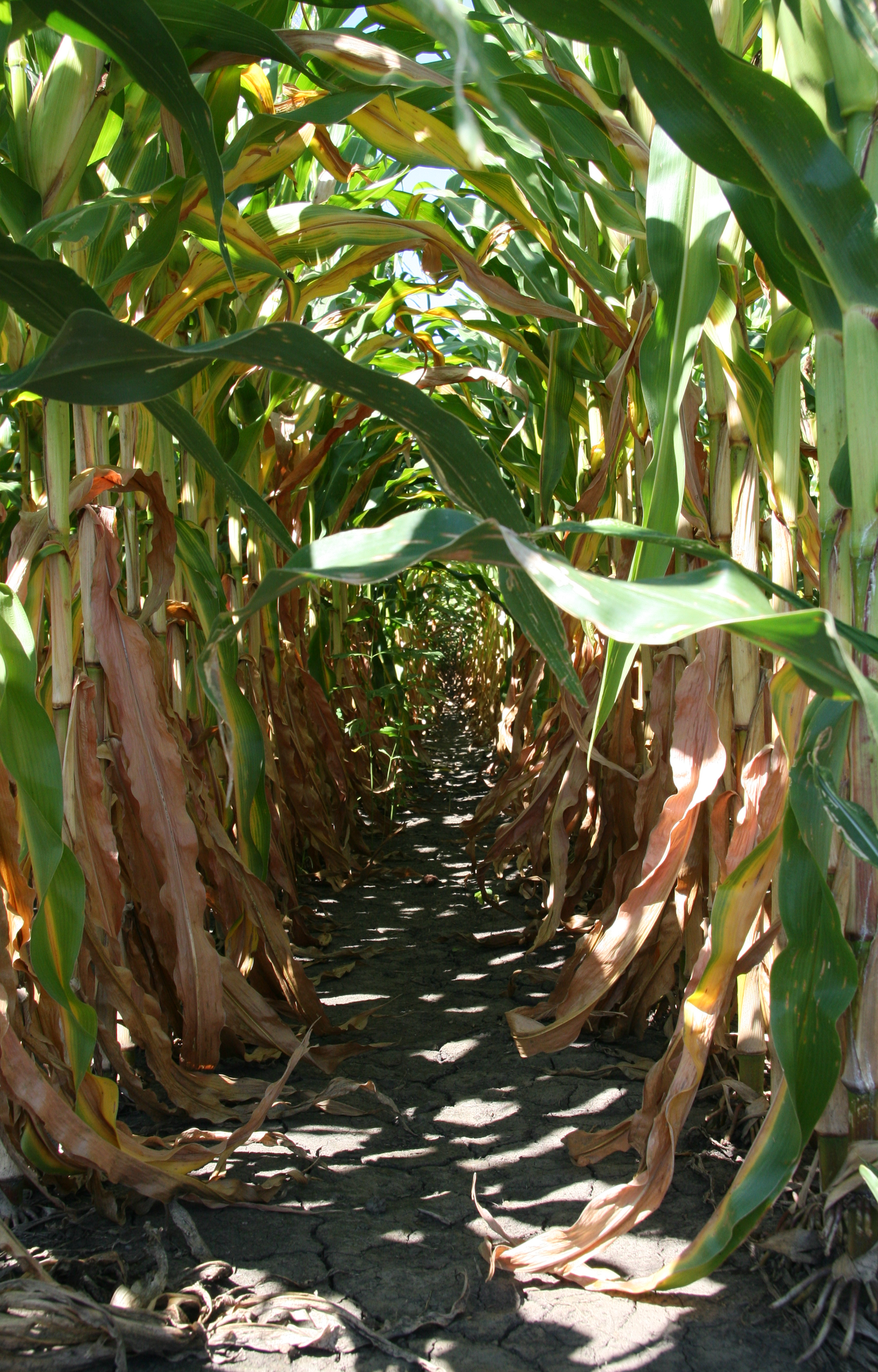
Fileres regulars en el panís a Indiana.

Quan se sembra es posa poca o gens de fondària de sòl sobre les llavors. En general la fondària a la qual queda la llavor és de 2 a 3 vegades la mida de la llavor.

### Tipus de sembra
Per a la sembra a mà hi ha diversos tipus de sembra que inclouen:
- Sembra a motes
- Sembra en línia
- Sembra a eixam

Entre els patrons es pot incloure:
- Línies regulars
- Disposar les línies de manera que faci que les llavors formin un patró creuat. Amb aquest mètode les plantes reben més llum (ja que així no es fan ombra les unes amb les altres).
- Patró de reixeta simètric - és a dir, usant el patró descrit al Jardí de Cirus.

## Tipus de sembra

### Sembra a mà
La sembra (o plantació) a mà és el procés de distribuir grapats de llavors sobre un sòl preparat, en general es fa servir un rampí per incorporar la llavor a la terra. Encara que representa una feina molt intensa, aquest sistema encara es fa servir en algunes situacions. Cal pràctica per a poder fer la sembra uniforme i a la velocitat desitjada. Es pot usar una sembradora de mà.
La sembra a mà es pot combinar amb la presembra en safates de llavors. Això permet que les plantes, durant els períodes freds, s'endureixin a l'interior.
En agricultura, actualment, la majoria de les llavors se sembren usant una sembradora mecànica, la qual ofereix més precisió. La llavor es sembra igualment a la taxa desitjada. Les fileres típicament estan separades 10-30 cm.
La taxa de llavors sembrada és d'uns 100 kg per hectàrea, però depèn molt segons les espècies.

### Pretractament de llavors i sòls abans de la sembra
Algunes llavors requereixen un pretractament, el qual pot ser fet amb l'escarificació de les llavors, submergint-les o netejant-les amb aigua freda o tèbia.
A més d'amb els pretractaments, la germinació de les llavors millora quan es fa servir un sòl lliure de malalties, especialment quan es tracta de fer germinar llavors com la d'aluns fruits tropicals. Aquest tractament del sòl es fa per exemple, afegint substrats i la pasteurització i esterilització del sòl. Per pasteuritzar un sòl cal escalfar la terra en un forn a 120 °C durant 15 minuts.